# ديكغانغ مابالان
ديكغانغ مابالان (بالإنجليزية: Dikgang Mabalane)‏ (28 ديسمبر 1979 بسويتو في جنوب أفريقيا - ) هو لاعب كرة قدم جنوب أفريقي في مركز الوسط. شارك مع منتخب جنوب أفريقيا لكرة القدم. أما مع النوادي، فقد لعب مع أورلاندو بيراتس وسوبر سبورت يونايتد وموروكا سوالوز ونادي جومو كوزموز وماريتزبرغ يونايتد ‏.

## روابط خارجية
- ديكغانغ مابالان على موقع قاعدة بيانات كرة القدم.إي يو (الإنجليزية)
- ديكغانغ مابالان على موقع ناشيونال فوتبول تيمز (الإنجليزية)